# Google Street View
Google Street View (de la Google Maps) este un serviciu on-line de vizualizare (360°) a străzilor unei localități. Programul a fost lansat pe data de 25 mai 2007 după o dezvoltare de 6 ani inițată ca un proiect de cercetare al Universității Stanford, iar din data de 16 aprilie 2008 s-a putut accesa și pe Google Earth.

## Google Street View în România

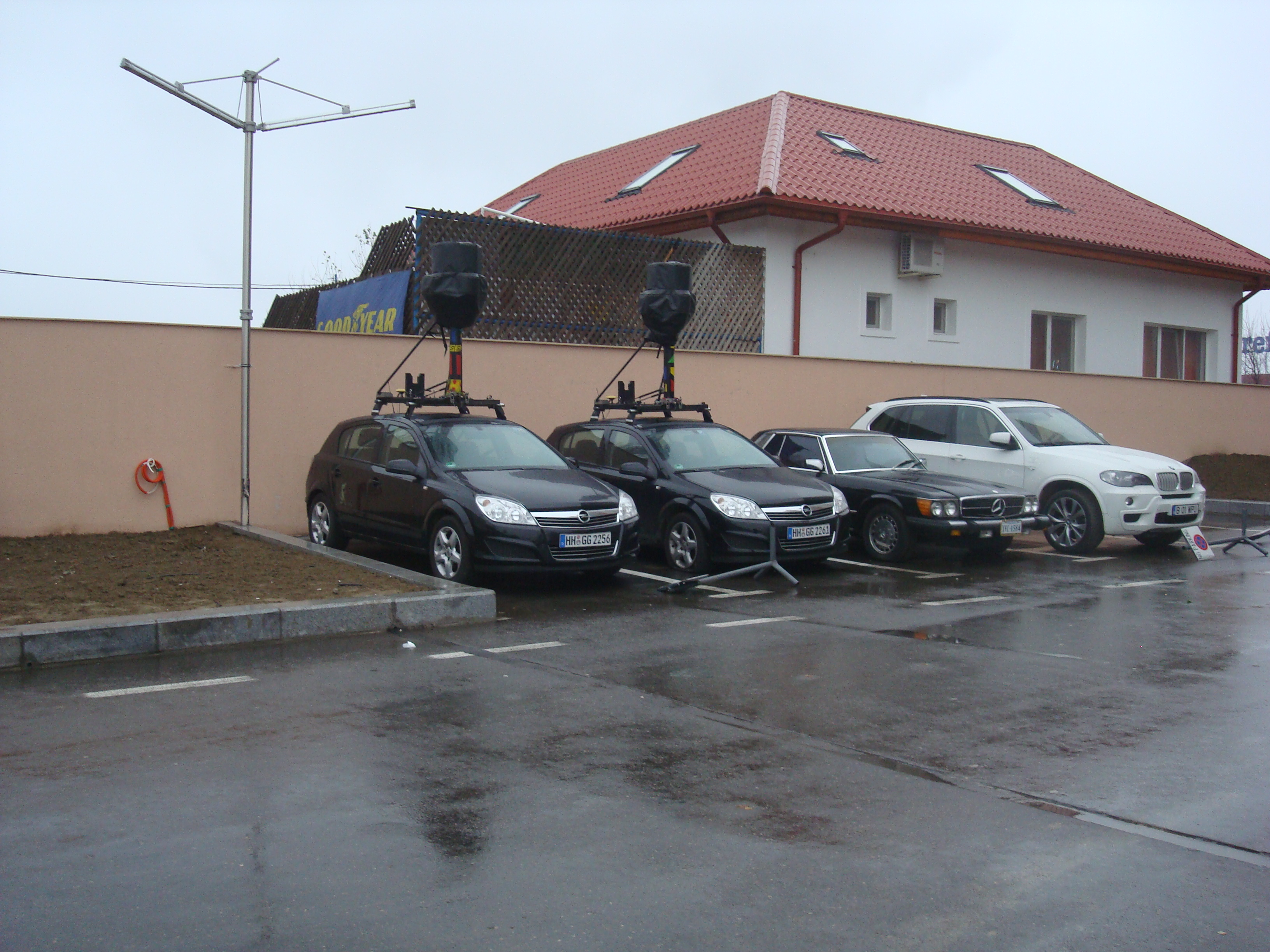
Mașinile de la Google Street View sunt cazate la Hotelul Rin Grand din București (14 decembrie 2008)

Din 8 decembrie 2010, serviciul acoperă și teritoriul României. La 8 decembrie 2010 erau acoperite 8 orașe și câteva drumuri naționale. 
Din 23 aprilie 2013, serviciul Street View a fost extins pe aproape tot teritoriul țării acoperind zone urbane și rurale.
 După această extindere, nu au mai existat astfel de reactualizări ample, însă Google Street View a actualizat doar artere principale, în august 2014, vara 2018. Din iunie până în septembrie 2019, Google Street View va reactualiza drumuri imporante, 31 orașe, Valea Prahovei, litoralul Mării Negre.
Delta Dunării a fost, aproximativ integral, introdusă în acest program, în 2018, iar Dunărea, în 2014, respectiv 2018, actualizată.
Google Street View a adăugat mai puține imagini la 360 de grade și în anii 2015, respectiv 2017, vizând interioare.

## Google Street View în Republica Moldova
Republica Moldova este una dintre puținele state din Europa în care nu există prezența Street View. Cele existente aparțin utilizatorilor, însă pe teritoriul statului învecinat la est de România, nu există planuri de extindere a proiectului.